# Anatole Cerfberr
Pour les autres membres de la famille, voir Famille Cerfberr de Medelsheim.
Anatole Cerfberr, né le 6 juillet 1835 à Paris et mort le 19 août 1896 à Neuilly-sur-Seine, est un journaliste et critique dramatique français.

## Biographie
Pendant longtemps employé à la Compagnie des chemins de fer de l'Est, il dirige de 1861 à 1865 le journal hebdomadaire Le Théâtre et collabore à divers journaux sous plusieurs pseudonymes, parmi lesquels Arthur Clary, Antoine Cerlier et Fulgence Ridal.
Admirateur de Balzac, il publie en 1887 avec Jules-François Christophe un Répertoire de la Comédie humaine de H. de Balzac, qui reçoit le prix de l'Académie française. D'abord édité chez Calmann-Lévy, l'ouvrage connaît de nombreuses réimpressions avant d'être réédité en 2009 dans l'édition intégrale de la Comédie humaine en 24 volumes. L'ouvrage présente tous les personnages de la Comédie humaine par ordre alphabétique sous forme de résumés succincts, reliant chacun d'eux aux ouvrages principaux où ils apparaissent.

## Publications
- Loin des coulissiers, poèmes, 1860, lire en ligne sur Gallica.
- Le Boulevard du Temple après 1830, guirlande anecdotique et documentaire, extrait de la Revue d'art dramatique, 1894
- Répertoire de la Comédie humaine de H. de Balzac, avec Jules Christophe, introduction de Paul Bourget, 1897, lire en ligne sur Gallica.